# Middletown (New Jersey)
Middletown è un comune degli Stati Uniti d'America, nella contea di Monmouth, nello Stato del New Jersey.
La cittadina originaria venne fondata nel 1693.

## Località
Il comune comprende i seguenti census-designated place:
- Chapel Hill
- Belford
- Fairview
- Leonardo
- Lincroft
- Navesink
- New Monmouth
- North Middletown
- Port Monmouth
- River Plaza
- Sandy Hook